# 郭泉
郭泉（1968年5月8日—），中国大陆社会、政治活动人士，中国新民党创始人及代理主席。曾在网上公开致函中共中央总书记胡锦涛、全国人大常委会委员长吴邦国及国务院总理温家宝等党和国家领导人，又发表文章，反对中国共产党的一党专政。

## 生平

### 早期生活
1990年，郭泉大学英语专业毕业，此后曾担任国有企业干部、南京市人民政府经济体制改革委员会秘书和江苏省南京市中级人民法院刑庭法官。1996年南京大学社会学系毕业，获法学硕士学位。1999年获南京大学中国哲学博士学位，随后在南京师范大学进行文艺学专业的博士后研究。2001年完成博士后研究，留校任教，直至2007年离职前为文学院副教授、硕士生导师。
2003年，郭泉开始发起抵制日货运动，在公众场合砸毁日货，并动员学生和朋友参加。2005年1月31日，郭泉和丽水学院教师邬伟民前往安徽歙县雄村乡柘林村，用斧头和榔头将日本人修建的王直墓墓碑和芳名塔砸毁。此后，郭泉还组织“大中华反日同盟会”、“全国保钓联盟”，并是南京师范大学南京大屠杀研究中心兼职研究员。
2005年末、2006年初，郭泉又参与汉服运动，全家穿汉服出现在南京街头，并在中国数十所高校举办汉族传统服饰文化的讲座。

### 维权及组党
2007年12月，郭泉为上访维权的民众写诉状，因此受到南京师范大学处分，剥夺副教授资格，并被中国民主同盟开除成员资格；于是郭泉与志同道合的朋友成立中国新民党，主张中国实施多党制，并说中国的问题都是体制问题，人民应有权利选择执政党，自组政党。
2008年，郭泉又领导和参与军转干部的维权活动，并发布对汶川大地震的评论。
2008年11月13日，郭泉被南京市公安局带走，當時他是中國新民黨代理主席。郭泉之妻李晶被告知，郭泉已被刑事拘留，涉嫌颠覆国家政权罪。
2009年6月10日，由江苏省宿迁市中级人民法院立案。8月7日，在宿迁中院开庭审理。8月24日，郭泉的辩护律师郭莲辉被告知延期审理。
2009年10月16日，宿迁市中级人民法院以颠覆国家政权罪判处郭泉有期徒刑10年、剥夺政治权利3年。

### 服刑期间
2011年5月，郭泉在家人探监的时候带出信息，他的母亲顧瀟于5月19日告訴自由亚洲电台记者：“他说：妈妈，如果我的朋友打电话来，告诉他们我的精神状态很好、比身体好，还有我很支持茉莉花行动。我问儿子，什么是茉莉花行动？他说：妈妈你不懂不要紧，只要这样告诉他们就行了。奇怪，他怎么知道这个，因为我周围的人都不懂这个事儿。他还知道艾青的儿子艾未未被抓了，说他是以别的名义被抓的。还有一个郭泉说得不准确，他说我一审给他请的李和平律师也被抓了，说妈妈你给人打个电话关心一下。回来我打，李和平说：我没有被抓，不过也差不多，被抓的是李方平。我也搞不懂郭泉在里面怎么能知道这些。”
2012年10月8日，郭泉的继父前往监狱探望郭泉，他对继父说：“我不会到美国，我的工作在中国，现在坐牢就是工作。”郭泉还说：“李晶选择是否入籍美国，由她自己决定。但是我要儿子只能取得美国的永久居留，要永远保持自己是中国公民的身份不变。”
郭泉在狱中经常性的带头组织一些维权行动，但狱方未理会郭泉要求。顧瀟说：“郭泉在监狱里也很忙，总是有很多题目拿出来，过一段就是一个主题，说什么维权。在外面都维不了权，监狱里还能维什么权呀。我两个月前去看他，他说：‘我绝对不会同意减一天的刑，我要做到2018年11月12日到期满为止。在这里就是我的工作。妈，您就不要管了。’”
郭泉胃很不好，入狱前就经常随身携带药品；他说，希望别人关心他的思想，而不是只关心他的身体。郭泉有代表作《民主先声》，共347篇，可作为中国当代的民主启蒙读物。

2018年11月12日，郭泉刑满出狱，他称，他永远都不会离开中国。

### 再度被捕
2019年4月18日，郭泉因在微信发表敏感言论，且正处于被“剥夺政治权利”期间，被他所居住地的管辖派出所南京市鼓楼区汉中门派出所带走，并被行政拘留10天。
2020年2月，郭泉因发布520篇《郭泉语录》涉及2019冠状病毒病疫情的敏感言论遭刑事拘留，以涉嫌“煽动颠覆国家政权”正式批捕，羁押南京第二看守所。他的代表律师在与他会面后透露，郭泉对于发表大量文章评论国情与疫情毫并不后悔，而且已作好最坏打算。
2024年1月30日，郭泉刑满出狱。